# Гран-Комбен-де-ла-Тсесетт
Гран-Комбен-де-ла-Тсесетт (фр. Grand Combin de la Tsessette) — вершина высотой 4135 метров над уровнем моря в массиве Гран-Комбен в Пеннинских Альпах в Швейцарии. Первое восхождение на вершину Гран-Комбен-де-ла-Тсесетт совершили Дж. Н. Ислер и Дж. Джиллиоз 16 сентября 1872 года. В 1994 году UIAA включил Гран-Комбен-де-ла-Тсесетт в основной список официального перечня альпийских четырёхтысячников.

## Физико-географическая характеристика
Вершина Гран-Комбен-де-ла-Тсесетт расположена целиком на территории Швейцарии в кантоне Вале. Гран-Комбен-де-ла-Тсесетт является третьей по высоте вершиной массива Гран-Комбен в Пеннинских Альпах, её высота составляет 4135 метров над уровнем моря. Гран-Комбен-де-ла-Тсесетт расположена примерно в 700 метрах на северо-восток от высочайшей вершины массива Гран-Комбен-де-Графенер, которая является родительской вершиной для Гран-Комбен-де-ла-Тсесетт. Вершины соединены между собой гребнем с седловиной на высоте 4083 метра. Таким образом, относительная высота вершины Гран-Комбен-де-ла-Тсесетт составляет 52 метра. В 1994 году вершина Гран-Комбен-де-ла-Тсесетт была включена UIAA в основной список официального перечня четырёхтысячников Альп, в котором она находится на 44 позиции по абсолютной высоте.
Гребень, соединяющий вершины Гран-Комбен-де-Графенер и Гран-Комбен-де-ла-Тсесетт, сначала уводит на север от высочайшей точки массива, а затем поворачивает на восток, приводя к Гран-Комбен-де-ла-Тсесетт. С западной стороны гребня стекает ледник Корбасьер, а с восточной стороны гребня и юго-восточной стены вершины Комбен-де-ла-Тсесетт берёт начало ледник Тсесетт, который стекает к озеру Мовуазен.

## Маршруты восхождений
На вершину Гран-Комбен-де-ла-Тсесетт проложено несколько маршрутов по юго-восточной стене, которые берут начало в приюте над озером Мовуазен. Другой маршрут, ведущий на вершину, начинается в приюте Паносьер, повторяя маршрут восхождения на главную вершину массива Гран-Комбен-де-Графенер до выхода на гребень между вершинами.